# ماسائو شیمیزو
ماسائو شیمیزو (به ژاپنی: 清水将夫 Shimizu Masao)؛ (۵ اکتبر ۱۹۰۸ – ۵ اکتبر ۱۹۷۵) هنرپیشه اهل ژاپن بود. او در بیش از ۱۱۰ فیلم بین سال‌های ۱۹۳۱ تا ۱۹۷۱ ظاهر شد.
از فیلم‌هایی که وی در آن نقش داشته است، می‌توان به سانجورو، دروازه جهنم، فرشته مست، از جوانی گله‌ای نداریم، من در ترس زندگی می‌کنم، رسوایی، زندگی اوهارو، سانشوی مباشر، آنها که فردا را می‌سازند، ۴۷ رونین وفادار و ۴۷ رونین اشاره کرد.